# Estera Markin
Estera (Esfir) Markin (ur. 22 października 1903 w Warszawie, zm. 1942 w Treblince) – polska psycholożka.

## Życiorys
Jej rodzicami byli Chaim i Chasia z domu Maniewicz. Ukończyła prywatne gimnazjum Cecylii Goldman-Landauowej w 1921 roku, następnie studiowała psychologię i filozofię na Uniwersytecie Warszawskim. Od kwietnia 1928 roku była nieetatową asystentką w Zakładzie Psychologii Doświadczalnej kierowanym przez Władysława Witwickiego. W 1929 roku obroniła pracę doktorską Eksperymentalne badania nad fantazją. 
Podczas II wojny światowej przesiedlona do getta warszawskiego. Z ramienia Centrali Towarzystw Opieki nad Sierotami (CENTOSu) zajmowała się pomocą dzieciom żydowskim. Została wywieziona do obozu zagłady w Treblince. Według świadectwa jej brata złożonego w Jad Waszem, zginęła w 1942 roku. 
Nie założyła rodziny.

## Wybrane prace
- O pojęciu fantazji. Przegląd Filozoficzny 35, 1922
- Wyobraźnia a fantazja. Polskie Archiwum Psychologji 5 (4), 1932
- Dlaczego okres dziecięctwa długo trwa u człowieka? Dziecko 1 (4), 1932
- Jak się uczyć psychologji. Głos Nauczycielski 17 (30), s. 562–565, 1933
- Eksperymentalne badania nad fantazją. Polskie Towarzystwo Psychotechniczne, 1934
- Psychologja indywidualna Adlera i jej znaczenie pedagogiczne. Warszawa: Nasza Księgarnia, 1935
- Psychologja dążenia do mocy: zestawienie poglądów Witwickiego i Adlera. Księga pamiątkowa ku czci Władysława Witwickiego. Kwartalnik Psychologiczny 7: 1935